# Natalia Ryzhenkova
Natalia Ryzhenkova née le 7 juillet 1972 à Magadan, est une biathlète biélorusse.

## Biographie
Elle s'est mariée avec un autre biathlète biélorusse Oleg Ryzhenkov.
En 1993, pour sa première saison dans l'équipe nationale, elle est médaillée d'argent à la course par équipes des Championnats du monde à Borovets avec Natalia Bashinskaya, Natalia Permiakova et Svetlana Paramygina.
En 1994, elle remporte le titre mondial à la course par équipes.

## Palmarès

### Jeux olympiques
| Épreuve / Édition                | Individuel | Sprint | Relais |
| Jeux olympiques 1994 Lillehammer | 49e        | -      | 6e     |
| Jeux olympiques 1998 Nagano      | 19e        | 52e    | 12e    |

### Championnats du monde
| Mondiaux \ Épreuve     | individuel     | Sprint         | Poursuite                        | Relais         | Course par équipes               |
| 1993 Borovets          | 39e            | -              | Épreuve inexistante à cette date | 5e             | Médaille d'argent, monde         |
| 1994 Canmore           | JO Lillehammer | JO Lillehammer | Épreuve inexistante à cette date | JO Lillehammer | Médaille d'or, monde             |
| 1996 Ruhpolding        | 8e             | 20e            | Épreuve inexistante à cette date | 6e             | -                                |
| 1997 Osrblie           | 61e            | 35e            | 32e                              | 8e             | -                                |
| 1998 Hochfilzen        | JO Nagano      | JO Nagano      | -                                | JO Nagano      | 6e                               |
| 1999 Kontiolahti/ Oslo | -              | 13e            | 17e                              | -              | Épreuve inexistante à cette date |

Légende :

 : première place, médaille d'or

 : deuxième place, médaille d'argent

 : troisième place, médaille de bronze

 : épreuve inexistante à cette date

— : pas de participation à cette épreuve

### Coupe du monde
- Meilleur classement général : 43e en 1996.
- Meilleur résultat individuel : 7e
- 1 podium en relais.

### Championnats d'Europe
- Médaille de bronze du relais en 1996.